# Felice Orsini
Felice Orsini (Meldola, Emília-Romanya, 10 de desembre de 1819 - Guillotinat a París, França, 13 de març de 1858) fou un anarquista italià.
El seu pare fou oficial al servei de Napoleó en la campanya de Rússia, Felice va ésser educat per un oncle matern a Imola i després va estudiar jurisprudència en la Universitat de Bolonya. Ja en aquell temps s'afilia a la societat Giovine Italia i prengué part en diverses conspiracions contra el Govern Pontifici, sent detingut, junt amb el seu pare, el 1844, i condemnat a gal·leres a perpetuïtat com a còmplice en la conjuració dels germans Bandiera, però el 1846 fou indultat per Pius IX, i se l'expulsà de la Toscana.
El 1848 batallà en defensa de Venècia contra els austríacs durant la Primera guerra d'independència italiana, assistint entre d'altres a tots els fets d'armes del famós setge de Malghera, i l'any següent, caiguda Venècia, els electors de Bolonya i Forli l'enviaren com a representant seu a l'Assemblea Constituent de Roma. El Govern de la República li confià diverses missions, i en caure aquesta Orsini es trobava de governador civil i militar a Ancona. Des de llavors es dedicà novament a conspirar sota la direcció del cèlebre Mazzini, però fracassaren totes les seves temptatives insurreccionals. Cansat de trobar-se sotmès a la direcció d'aquell revolucionari, resolgué obrar pel seu conte, i passà a Àustria.
Detingut a Hermanstadt a últims de 1854, fou conduït a Viena i després a la fortalesa de San Giorgio de Màntua; allà, sotmès a judici, fou condemnat a mort, però abans que es pronunciés aquesta sentència aconseguí portar a terme una audaç evasió (30 de maig de 1856) i es refugià a Londres. Allà feu traduir a l'anglès les seves Memòries, que publica en dues parts amb els títols Austrian Dungeons in Italy i Memoirs and Adventures (Edimburg, 1857). Malgrat que Mazzini feu a Orsini noves proposicions revolucionàries, aquest ja no se'n fiava d'aquell, i la ruptura entre ambdós anà fent-se més evident en atacar l'Italia del Popolo (òrgan de Mazzini) les Memòries publicades per Orsini.

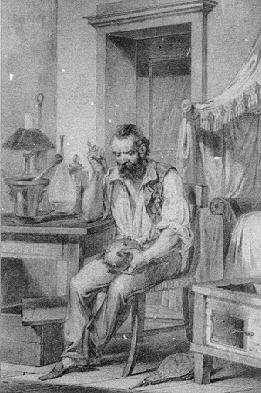
Felice Orsini fabricant la bomba de la seva invenció a ca seva

Convençut aquest que la mort de Napoleó III portaria amb ella una revolució a França, que s'estendria després a Itàlia, va resoldre atemptar contra la vida de l'emperador francès. Arribà a París amb un passaport anglès a nom de Tomás Allsop, portant amb ell les bombes de la seva invenció --(Bomba Orsini)--. Junt amb els seus còmplices Carlo Rudio, Antonio Gómez, i Andrea Pieri, s'apostà en el carrer Lepelletier, davant el teatre de l'Òpera de París, el 14 de gener de 1858, esperant el moment que Napoleó III i la seva esposa es dirigissin a aquest teatre. Pieri no va poder llançar la bomba, perquè fou reconegut pels agents policíacs; Gómez fou el primer a llançar la seva; Rudio poc temps després, i finalment feu el mateix Orsini. Aquesta triple explosió causà nombroses víctimes, restant ferit el mateix Orsini, (Entre morts i ferits es contaren 56 víctimes, sortint il·lesos els sobirans). Gómez fou condemnat a treballs forçosos a perpetuïtat, i contra Orsini, Pieri i Rudio es pronuncià sentència de mort, si bé aquest últim se li commutà la pena.
Dos dies abans de la seva execució, Orsini dirigí a la joventut italiana una carta en la qual condemnava obertament l'assassinat polític i posava de manifest que l'única manera d'alliberar Itàlia era amb la pràctica de tota classe de virtuts cíviques.
Es diu que en la presó el visità Napoleó III, en persona, i que ambdós tractaren de l'abast que tenien els compromisos per l'emperador quan en la seva joventut havia ingressat en la maçoneria. Altres diuen que l'objecte de Napoleó fou oferir a Orsini el perdó o indult, si delatava altres còmplices.